# Kostjantyniwka (Kachowka)
Kostjantyniwka (ukrainisch Костянтинівка; russisch Константиновка Konstantinowka) ist ein Dorf in der ukrainischen Oblast Cherson mit etwa 1030 Einwohnern (2018).

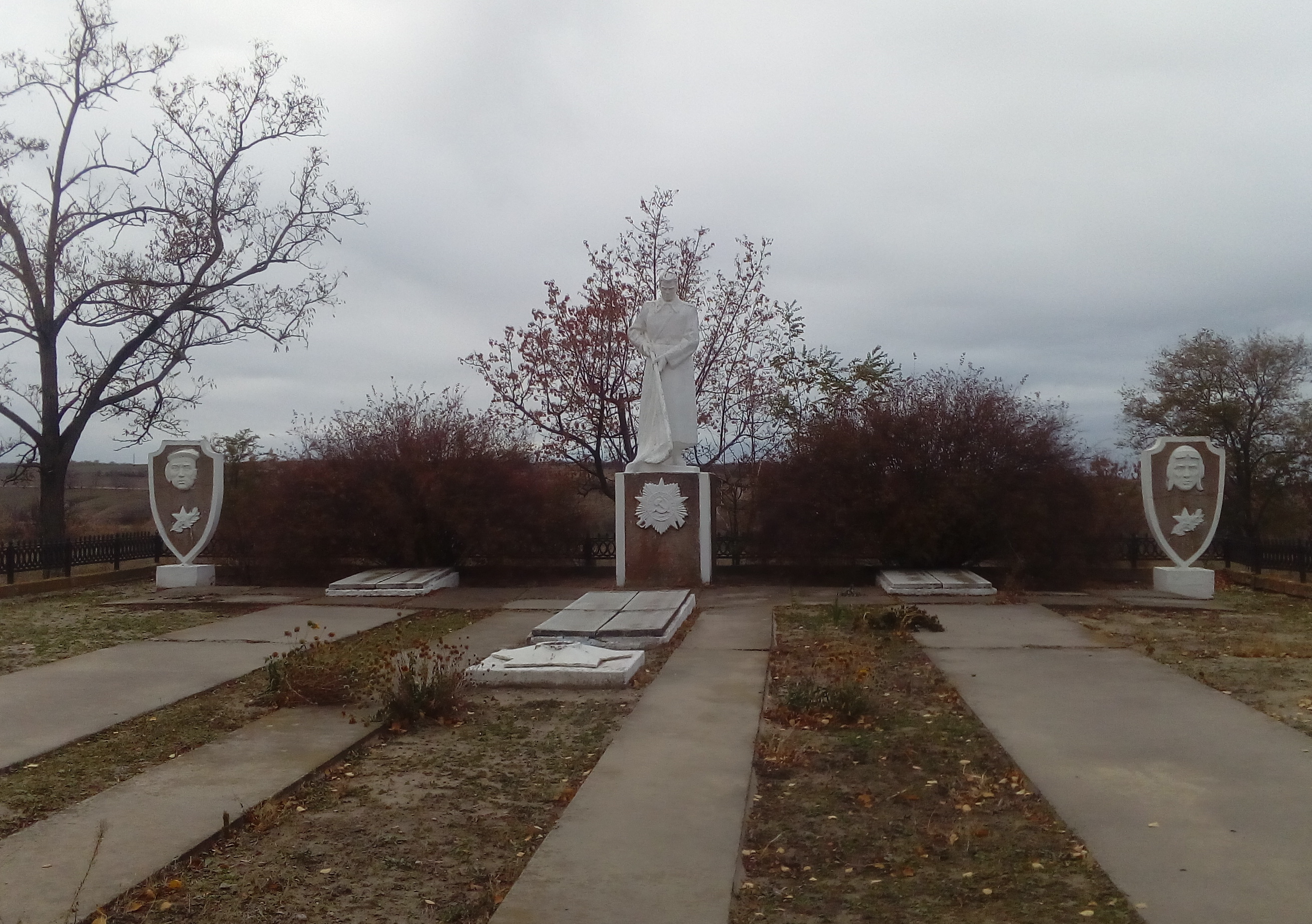
Denkmal im Ort

Das Dorf wurde 1862 von 23 Familien aus dem Gouvernement Kiew gegründet. Im Dorf wurde 1880 eine Kirche und eine Vierklassenschule mit drei Lehrern und etwa 90 Schülern gebaut.
Bei der Volkszählung 2001 hatte die Ortschaft 1455 Einwohner.

## Geografische Lage
Die Ortschaft liegt auf einer Höhe von 54 m, 30 km südöstlich vom ehemaligen Rajonzentrum Hornostajiwka und etwa 115 km östlich vom Oblastzentrum Cherson.
Kostjantyniwka besitzt eine Bahnstation an der Bahnstrecke zwischen Nowa Kachowka und Nowobohdaniwka.
Südlich vom Dorf verläuft in 12 km Entfernung die Fernstraße M 14/E 58.

## Verwaltungsgliederung
Am 12. Dezember 2016 wurde das Dorf zum Zentrum der neugegründeten Landgemeinde Kostjantyniwka (ukrainisch Костянтинівська сільська громада/Kostjantyniwska silska hromada), zu dieser zählen auch noch die 8 in der untenstehenden Tabelle aufgelistetenen Dörfer, bis dahin bildete es zusammen mit den Dörfern Bratoljubiwka und Mykolajiwka die gleichnamige Landratsgemeinde Kostjantyniwka (Костянтинівська сільська рада/Kostjantyniwska silska rada) im Süden des Rajons Hornostajiwka.
Seit dem 17. Juli 2020 ist sie ein Teil des Rajons Kachowka.
Folgende Orte sind neben dem Hauptort Kostjantyniwka Teil der Gemeinde:
| Name                     | Name            | Name                                   |
| ukrainisch transkribiert | ukrainisch      | russisch                               |
| ------------------------ | --------------- | -------------------------------------- |
| Antoniwka                | Антонівка       | Антоновка (Antonowka)                  |
| Bratoljubiwka            | Братолюбівка    | Братолюбовка (Bratoljubowka)           |
| Dubiwka                  | Дубівка         | Дубовка (Dubowka)                      |
| Mykolajiwka              | Миколаївка      | Николаевка (Nikolajewka)               |
| Saporiske                | Запорізьке      | Запорожское (Saporoschskoje)           |
| Sirka                    | Зірка           | Зирка                                  |
| Starolukjaniwka          | Старолук’янівка | Старолукьяновка (Starolukjanowka)      |
| Tscherwona Poljana       | Червона Поляна  | Червоная Поляна (Tscherwonaja Poljana) |